# Вызго, Тамара Семёновна
Тамара Семёновна Вы́зго (урожд. Абрамова; 12(25).4.1906, Ломжа, Царство Польское — 30.5.1998, Москва) — советский и российский музыковед, заслуженный деятель искусств Узбекской ССР (1976). Доктор искусствоведения (1970). Член Союза композиторов и музыковедов СССР.

## Биография
Крещена 9.6.1906 в ломжинском православном Свято-Троицком соборе (Варшавская епархия). Её отец Семён Михайлович Абрамов (1870-е гг. — 1943) — выпускник историко-филологического факультета Московского университета, преподавал историю в женской гимназии в Ломже, а с 1908 — в Ташкенте. В дальнейшем стал начальником гимназии в Ташкенте, однако с приходом советской власти выселен в с. Троицкое близ Ташкента, где продолжал учительствовать. Её мать Тамара Здиславовна Издебска (1888 г. — 7.5.1966 г.) преподавала французский язык в начальной школе. Живя с детских лет в Ташкенте (с перерывом в 1912—14, когда училась в пансионе для девочек во французской Швейцарии), Тамара Семёновна была увлечена Востоком и положила много сил на развитие музыкальной культуры Узбекистана. В 1924—1928 годах работала в школах ликбеза. В 1935 г. окончила Государственный узбекский музыкальный техникум (впоследствии Музыкальное училище имени Хамзы) в Ташкенте по классу фортепиано.  В 1940 г. окончила Ташкентскую консерваторию, получив диплом №1; здесь училась у В. А. Цуккермана, Ю. Н. Тюлина, В. А. Успенского, Ю. А. Фортунатова. В 1935—1936 гг. преподавала в Музыкальной школе имени Глиэра, в 1940—1943 гг. — в Музыкальном училище имени Хамзы. В 1943—1947 гг. научный работник НИИ искусствознания Узб. ССР (ныне Институт искусствознания АН Республики Узбекистан), в 1947—1952 гг. зав. Отделом музыки там же, в 1952—1957 гг. зам. директора по научной части, с 1957 старший научный сотрудник там же. Одновременно в 1940—1953 гг. (с перерывами) преподавала в Ташкентской консерватории (с 1948 г. доцент), в т.ч. в 1949—1953 гг. читала курс музыкальной формы. С 1980-х годов до окончательного отъезда из Ташкента в Москву к дочери (1990 г.) консультант сектора современной музыки и фольклора в НИИ искусствознания имени Хамзы. Её музыковедческие труды 1940—1960-х годов способствовали становлению профессиональной композиторской школы Узбекистана.
В начале 1970-х годов по предложению археолога-востоковеда Г. А. Пугаченковой занялась изучением средневекового музыкального наследия Средней Азии, одна из её важнейших работ в этом направлении — статья «Афрасиабская лютня», написанная по материалам раскопок древнего Самарканда (опубл. в 1972). Т. С. Вызго — один из первых в СССР специалистов в области музыкальной археологии (междисциплинарной отрасли знания, развивающейся на основе совместной работы музыковедов, археологов и этнографов). Поддерживала теорию среднеазиатского происхождения лютни с короткой шейкой — предшественницы классических инструментов Европы и Азии.
Наиболее значительные труды: монография «Развитие музыкального искусства Узбекистана и его связи с русской музыкой» (опубл. в 1970), ставшая основой докторской диссертации; монография «Музыкальные инструменты Средней Азии» (опубл. в 1980); созданный в соавторстве с этномузыковедом Ф. М. Кароматовым и археологом В. А. Мешкерис том «Иллюстрированной истории музыки», посвящённый Средней Азии (опубл. в 1987; на немецком языке).
Под руководством Т. С. Вызго защитили кандидатские диссертации Н. С. Янов-Яновская, Ч. Р. Насырова, З. Г. Каримова, Д. А. Рашидова, А. А. Малькеева, И. М. Головач (Узбекистан), С. Агаева (Азербайджан), музыковеды из России, Армении, Туркменистана.
Последние годы жизни Т. С. Вызго провела в Москве. Похоронена в Москве на Миусском кладбище (участок 3).
В браке с М. С. Вызго (1928—1959).
Их дети: Е. М. Фраёнова;
Ирина Михайловна Вызго-Иванова (7.4.1929, Ташкент — 16.3.2005, Санкт-Петербург) — музыковед, кандидат искусствоведения, автор монографии «Опера М. И. Глинки "Руслан и Людмила"» (С.-Пб., 2004).
29.4.2016 в Институте искусствознания АН Республики Узбекистан состоялся семинар «Научное наследие Т. С. Вызго и современное узбекское музыкознание», посвященный 110-летию со дня её рождения.

## Сочинения
- В. А. Успенский. Таш., 1950;
- Узбекская ССР. М., 1954 [Музыкальная культура союзных республик], 2 изд. 1957;
- К вопросу о взаимосвязях узбекской и русской музыкальных культур в дореволюционный период // Общественные науки в Узбекистане. 1961, No 4;
- [совм. с Д. Рашидовой] О музыкально-теоретическом наследии народов Средней Азии // там же. 1962, No 3;
- [совм. с А. Петросянцем] Узбекский оркестр народных инструментов. Таш., 1962;
- Музыка узбеков // Народы Средней Азии и Казахстана. М., 1962. Т. 1;
- О формировании национальной композиторской школы в Узбекистане // Общественные науки в Узбекистане. 1964, No 1;
- Алексей Козловский. М., 1966;
- Узбекистан // История музыки народов СССР. Т. 1—3. М., 1966—72;
- О характерных чертах языка современной узбекской музыки // Музыка и современность. Вып. 6. М., 1969;
- Музыкальные инструменты в миниатюрах рукописей 14-16 вв. // Общественные науки в Узбекистане. 1969, No 8-9;
- Развитие музыкального искусства Узбекистана и его связи с русской музыкой. М., 1970;
- Афрасиабская лютня // Из истории искусства великого города. К 2500-летию Самарканда. Таш., 1972;
- Узбекское музыкознание в послевоенное двадцатипятилетие // История и современность. Проблемы музыкальной культуры народов Узбекистана, Туркмении и Таджикистана. М., 1972;
- К вопросу об изучении макомов // там же;
- История узбекской советской музыки. Т. 1—2. Таш., 1973—1975 [главы об опере, вокально-симфонической и камерной музыке];
- Музыкальные инструменты Средней Азии. Исторические очерки. М., 1980;
- [совм. с А. Петросянцем] Народная инструментальная культура современного Узбекистана // Музыкальное искусство. Таш., 1982;
- Karomatov F., Meskeris V., Vyzgo T. Mittelasien // Musikgeschichte in Bildern.. Bd.2, Lfg.9. Lpz., 1987.

## Награды
- Премия имени Б. В. Асафьева (1984).
- Орден Дружбы народов (1986).